# 渡邊純平
渡邊 純平（わたなべ じゅんぺい、1996年4月17日 - ）は、東京都出身のサッカー選手、YouTuber。
シュワーボ東京所属、ポジションはミッドフィールダー・フォワード。

## 来歴

### サッカー選手として
幼稚園の頃に父親と兄の影響でサッカーを始め、地元のスポーツ少年団に入団。
高校は松が谷高校サッカー部に入り、日本工学院Fマリノス卒業後はフランスに渡りACBB Footballに所属。その後は日本、パラグアイのクラブを渡り歩き、2023年10月にレオザフットボール、名久井麗雄が監督兼オーナーを務める東京都社会人サッカー連盟2部・シュワーボ東京にプロ契約で入団する。

### YouTuberとして
2023年10月27日に自身のYouTubeチャンネル「なべがゆく」を開設。

## 所属クラブ
- 2018年 - 2019年  ACBB Football
- 2020年 - 2021年  鎌倉インターナショナルFC
- 2021年 - 2022年  29de septiembre
- 2022年 - 2023年  General Díaz
- 2022年 - 2023年  29de septiembre
- 2023年 - 2024年  シュワーボ東京